# Tour de Qatar de 2007
El Tour de Qatar de 2007 fou la sisena edició del Tour de Qatar. La cursa es disputà en sis etapes, una d'elles contrarellotge per equips, entre el 28 de gener i el 2 de febrer de 2007. Wilfried Cretskens guanyà la classificació final gràcies a una escapada en la cinquena etapa, Tom Boonen guanyà quatre de les sis etapes i la classificació dels punts, Alexandre Pichot la dels joves i el Quick Step-Innergetic la dels equips.

## Etapes
| Etapa    | Data        | Recorregut                           | Km       | Vencedor d'etapa      | Líder de la general |
| -------- | ----------- | ------------------------------------ | -------- | --------------------- | ------------------- |
| 1a etapa | 28 de gener | Doha - Doha (CRE)                    | 6,0 km   | Quick Step-Innergetic | Tom Boonen          |
| 2a etapa | 29 de gener | Al Wakra - Qatar Olympic Committee   | 135,5 km | Tom Boonen            | Tom Boonen          |
| 3a etapa | 30 de gener | Dohat Salwa - Khalifa Stadium        | 140,0 km | Tom Boonen            | Tom Boonen          |
| 4a etapa | 31 de gener | Camel Race Track - Doha Golf Club    | 139,5 km | Tom Boonen            | Tom Boonen          |
| 5a etapa | 1 de febrer | Al Zubarah - Mesaieed                | 160,5 km | Greg Van Avermaet     | Wilfried Cretskens  |
| 6a etapa | 2 de febrer | Sealine Beach Resort - Doha Corniche | 134,0 km | Tom Boonen            | Wilfried Cretskens  |

## Classificació general final
| #  | Ciclista           | Equip                 | Temps       |
| -- | ------------------ | --------------------- | ----------- |
| 1  | Wilfried Cretskens | Quick Step-Innergetic | 15h 50' 58" |
| 2  | Tom Boonen         | Quick Step-Innergetic | + 2' 09"    |
| 3  | Steven de Jongh    | Quick Step-Innergetic | + 2' 44"    |
| 4  | Bernhard Eisel     | T-Mobile              | + 2' 52"    |
| 5  | Greg Henderson     | T-Mobile              | + 3' 01"    |
| 6  | Andreas Klier      | T-Mobile              | + 3' 08"    |
| 7  | Leif Hoste         | Predictor-Lotto       | + 3' 09"    |
| 8  | Alexandre Pichot   | Bouygues Telecom      | + 3' 11"    |
| 9  | Mathew Hayman      | Rabobank ProTeam      | + 3' 30"    |
| 10 | Servais Knaven     | T-Mobile              | + 3' 44"    |